# Orid hallan
Orid hallan (Englisch: I Want a Solution, arabisch: أريد حلاً‎, translit. Uridu hallan) ist ein ägyptisches Drama aus dem Jahr 1975 von Said Marzouk, produziert von Salah Zulfikar. Der Film wurde bei den 48. Academy Awards als ägyptischer Beitrag für den besten fremdsprachigen Film ausgewählt, aber nicht als Nominierter akzeptiert. Der Film kritisierte die Gesetze zur Eheschließung und Scheidung in Ägypten. Das Drehbuch schrieben Said Marzouk und Faten Hamama. Der Film ist von einer wahren Geschichte inspiriert, er ist Marzouks dritter Spielfilm.